# Hyophila novae-seelandiae
Hyophila novae-seelandiae är en bladmossart som beskrevs av Hugh Neville Dixon och George Osborne King Sainsbury 1933. Hyophila novae-seelandiae ingår i släktet Hyophila och familjen Pottiaceae. Inga underarter finns listade i Catalogue of Life.